# Liuopsylla clavula
Liuopsylla clavula är en loppart som beskrevs av Xie Baoqi et Duan Xinde 1990. Liuopsylla clavula ingår i släktet Liuopsylla och familjen mullvadsloppor. Inga underarter finns listade i Catalogue of Life.